# Fechtweltmeisterschaften 1962
Die 17. Fechtweltmeisterschaft fand 1962 in Buenos Aires statt. Es wurden acht Wettbewerbe ausgetragen, sechs für Herren und zwei für Damen.

## Herren

### Florett, Einzel
| Platz | Land | Sportler           |
| ----- | ---- | ------------------ |
| 1     | URS  | German Sweschnikow |
| 2     | POL  | Witold Woyda       |
| 3     | FRG  | Jürgen Brecht      |

### Florett, Mannschaft
| Platz | Land        | Sportler                                                                                           |
| ----- | ----------- | -------------------------------------------------------------------------------------------------- |
| 1     | Sowjetunion | German Sweschnikow, Juri Sissikin, Mark Midler, Wiktor Schdanowitsch, Juri Ossipow, Jewgeni Rjumin |
| 2     | Ungarn      | József Gyuricza, Jenő Kamuti, László Kamuti, Kazmer Pacsery, József Sákovics, Sándor Szabó         |
| 3     | Polen       | Egon Franke, Henryk Nielaba, Janusz Różycki, Zbigniew Skrudlik, Ryszard Parulski, Witold Woyda     |

### Degen, Einzel
| Platz | Land | Sportler     |
| ----- | ---- | ------------ |
| 1     | HUN  | István Kausz |
| 2     | HUN  | Tamás Gábor  |
| 3     | FRA  | Yves Dreyfus |

### Degen, Mannschaft
| Platz | Land        | Sportler |
| ----- | ----------- | --- |
| 1     | Frankreich  | Yves Dreyfus, Jacques Guittet, Gérard Lefranc, Claude Bourquard                                                             |
| 2     | Schweden    | Göran Abrahamsson, Ivar Genesjö, Hans Lagerwall, Orvar Lindwall, John Sandwall                                              |
| 3     | Sowjetunion | Arnold Tscharnuschewitsch, Walentin Tschernikow, Bruno Habārovs, Dimitri Ljulin, Alexei Nikantschikow, Aljaksandr Paulouski |

### Säbel, Einzel
| Platz | Land | Sportler        |
| ----- | ---- | --------------- |
| 1     | HUN  | Zoltán Horváth  |
| 2     | POL  | Jerzy Pawłowski |
| 3     | FRA  | Claude Arabo    |

### Säbel, Mannschaft
| Platz | Land        | Sportler                                                                                       |
| ----- | ----------- | ---------------------------------------------------------------------------------------------- |
| 1     | Polen       | Jerzy Pawłowski, Andrzej Piątkowski, Egon Franke, Emil Ochyra, Ryszard Zub                     |
| 2     | Ungarn      | Péter Bakonyi, József Gyuricza, Zoltán Horváth, Tamás Mendelényi, Miklós Meszéna, Tibor Pézsa  |
| 3     | Sowjetunion | Umjar Mawlichanow, Nugsar Assatiani, Lew Kusnezow, Mark Rakita, Jakow Rylski, Waleri Tschitnji |

## Damen

### Florett, Einzel
| Platz | Land | Sportlerin       |
| ----- | ---- | ---------------- |
| 1     | ROU  | Olga Szabó-Orbán |
| 2     | URS  | Galina Gorochowa |
| 3     | HUN  | Katalin Juhász   |

### Florett, Mannschaft
| Platz | Land        | Sportlerinnen |
| ----- | ----------- | --- |
| 1     | Ungarn      | Mária Gulácsy, Magda Nyári-Kovács, Katalin Juhász, Ildikó Rejtő, Paula Marosi                                                    |
| 2     | Sowjetunion | Swetlana Baranowa-Sodatowa, Galina Gorochowa, Walentina Prudskowa, Walentina Rastworowa, Tazzjana Samussenka, Alexandra Sabelina |
| 3     | Italien     | Irene Camber, Bruna Colombetti, Giovanna Masciotta, Antonella Ragno, Natalina Sanguinetti                                        |